# 菅家文草
菅家文草（かんけぶんそう）は、菅原道真編纂の全12巻の漢詩文集である。昌泰3年（900年） 8月、醍醐天皇の依頼により、自己の作品を集めて時代順に配列し、祖父清公の『菅家集』6巻、父是善の『菅相公集』とともに献呈した。現存本は成立時の原形をほぼそのまま伝える。前半6巻は詩468首を年次順に、後半6巻は散文で、賦・序・詔勅・奏状・願文等の多様な文体の散文159首をジャンル別に収める。詩風は元稹・白居易（『白氏文集』の語句・表現が引用されている。 ）の影響が強く流麗優美で、散文は四六駢麗体が中心で、芸術的な美文と事務的な論文とに分れる。平安朝漢詩人の詩文集としてもっとも大部なものである。「道真集」とも。『菅家文草』の献呈後、道真は太宰府に左遷される。左遷以後の漢詩文は『菅家後集』に収められる。